# توم تيري
توم تيري (بالإنجليزية: Tom Terry)‏ هو صحفي أمريكي، ولد في 30 مارس 1969 في فريسنو في الولايات المتحدة.